# Bembidion monticola
Bembidion monticola es una especie de escarabajo del género Bembidion, familia Carabidae. Fue descrita científicamente por Sturm en 1825.
Habita en Albania, Armenia, Austria, Bielorrusia, Bélgica, Bosnia y Herzegovina, Croacia, Chequia, Dinamarca, Finlandia, Francia, Georgia, Alemania, Gran Bretaña, Hungría, Irlanda, Italia, Letonia, Lituania, Macedonia, Países Bajos, Polonia;, Rumania, Rusia, Serbia, Eslovaquia, Eslovenia, España, Suiza, Turquía y Ucrania.